# Henri d'Uppsala
Pour les articles homonymes, voir Saint Henri.
Saint Henri d'Uppsala (finnois : pyhä Henrik ou finnois : piispa Henrik, suédois : Biskop Henrik ou suédois : Sankt Henrik, latin : Henricus, né en Angleterre et mort vers le 20 janvier 1156 près de l'île Kirkkokari sur le lac Köyliönjärvi à Köyliö en Finlande) est un ecclésiastique anglais du Moyen Âge. 
Il est venu en Suède avec le cardinal Nicholas Breakspeare en 1153 et a été probablement désigné comme le nouvel archevêque d'Uppsala, mais l'Église indépendante de la Suède ne put être établie qu'en 1164 à la fin de la guerre civile et Henri fut probablement envoyé pour organiser l'Église de Finlande, où les chrétiens existaient depuis déjà au moins deux siècles. 
Selon la légende, il est entré en Finlande lors de la première croisade suédoise avec Éric IX de Suède et est mort comme un martyr, devenant une figure centrale dans l'église catholique romaine locale. Cependant, l'authenticité des contes sur sa vie, son ministère, et sa mort est largement contestée.
Avec son meurtrier Lalli, Henri reste un des personnages les plus reconnus de l'ancienne histoire de la Finlande. 
Sa fête continue d'être célébrée par l'Église catholique romaine de Finlande et est commémorée dans plusieurs calendriers liturgiques protestants.

## Légende officielle

### VitaetMiracula
La version officielle de la légende d'Henri, ou son Vita, a été écrite à la fin du XIIIe siècle. Il contient peu d'informations personnelles sur Henri. Il est décrit comme étant un évêque d'Uppsala natif d'Angleterre durant le règne d'Éric IX de Suède au milieu du XIIe siècle, gouvernant paisiblement le royaume avec le roi dans la coexistence céleste. Pour faire face à la menace perçue par les Finlandais non-chrétiens, Éric et Henri furent obligés de combattre. Après avoir conquis la Finlande, baptisé les habitants et construit plusieurs églises, le roi victorieux est retourné en Suède et Henri (Henricus) est resté avec les Finlandais, plus disposé à vivre la vie d'un pasteur que celui d'un grand évêque. La légende dit à sa conclusion qu'Henri a tenté de donner une punition canonique à un meurtrier. L'homme accusé est devenu furieux et a tué l'évêque, qui est considéré comme un martyr.

La légende met l'accent sur le fait qu'Henri a été un évêque d'Uppsala et non un évêque de Finlande ce qui est devenu une déclaration conventionnelle plus tard, même par l'Église elle-même. Il est resté en Finlande seulement de pitié, mais n'a jamais été nommé comme évêque là-bas. La légende ne précise pas s'il y avait eu des évêques en Finlande avant lui ou ce qui s'est passé après sa mort; elle ne mentionne même pas sa mise à terre après sa mort en Finlande. Son vita est tellement vide d'information sur la Finlande qu'il aurait pu être créé n'importe où. Le latin est scolaire et la grammaire est en général extrêmement bonne.

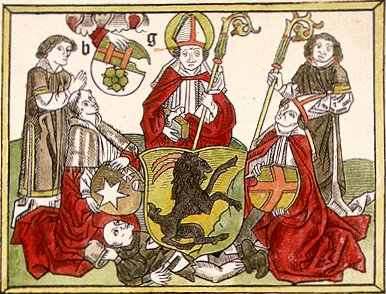
L'évêque Henri entouré de ses successeurs comme le montre la Missale Aboense.

Le vita d'Henri est suivi par le plus local Miracula, une liste de onze miracles que plusieurs personnes ont dit, peu après la mort de l'évêque, avoir vécus. La plupart des versions de la légende d'Henri incluent seulement une sélection de ses miracles. À l’exception d'un prêtre de Skara qui a eu des maux d'estomac après s'être moqué d'Henri, tous les miracles semblent avoir pris place en Finlande. Les autres miracles, qui arrivaient souvent la prière suivant l'évêque sont:
- Le meurtrier a perdu son cuir chevelu en mettant le chapeau de l'évêque sur sa tête.
- Le doigt de l'évêque ne fut retrouvé que le printemps suivant.
- Un garçon est ressuscité à Kaisala.
- Une fille est ressuscitée à Vehmaa.
- Une femme malade a été guérie à Sastamala.
- Un membre de l'Ordre des frères mineurs a eu ses maux de tête soignés.
- Une femme aveugle a recouvré la vue à Kyrö.
- Un homme avec les jambes paralysées a pu marcher de nouveau à Kyrö.
- Une fille malade fut guérie.
- Un groupe de marins de Kokemäki a survécu à une tempête.

### Développement de la légende
Henri et sa croisade font également partie de la légende d'Éric IX de Suède. Cependant, la plus vieille version de la légende d'Éric date d'environ 1270 et il n'y a pas d'information sur Henri ou la croisade. L’appendice de Västgötalagen, qui date du XIIIe siècle, qui a un résumé des principaux faits d'armes d'Éric, ne fait non plus aucune référence à Henri ou à la croisade,. Henri et la croisade ne sont seulement mentionnés dans la version de la légende d'Éric datant de 1344. Des similitudes dans le contenu factuel et la phraséologie concernant les événements communs indiquent que l'une des légendes a agi en tant que modèle pour l'autre. La légende d'Henri est couramment considérée comme avoir été écrite dans les années 1280 ou 1290, pour la consécration de la Cathédrale de Turku en 1300, lorsque ses présumés restes ont été transférés de Nousiainen, une paroisse non loin de Turku. Même dans les années 1470, la légende de la croisade a été ignorée par le Chronica regni Gothorum, une chronique sur l'histoire de la Suède, écrite par Ericus Olai, le chanoine de la Cathédrale d'Uppsala.

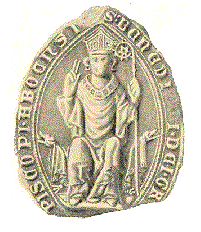
Henri sur le sceau de l'évêque Bénédicte de Turku en 1332.

Dans le développement de la légende, le premier évêque de Turku canoniquement élu, un certain Johan (1286-1289) d'origine polonaise, a été élu archevêque d'Uppsala en 1289, après trois ans passés à Turku. L'évêque suédois de Finlande avant lui, Bero, Ragvald et Kettil avaient apparemment été choisis par le roi de Suède. Relativement à cette nouvelle situation, la nomination de Bénédicte, le frère du roi, comme Duc de Finlande en 1284, mit à l'épreuve la position de l'évêque comme seule autorité locale. Johan a été suivi à Turku par Magnus (1291–1308), qui est né en Finlande.

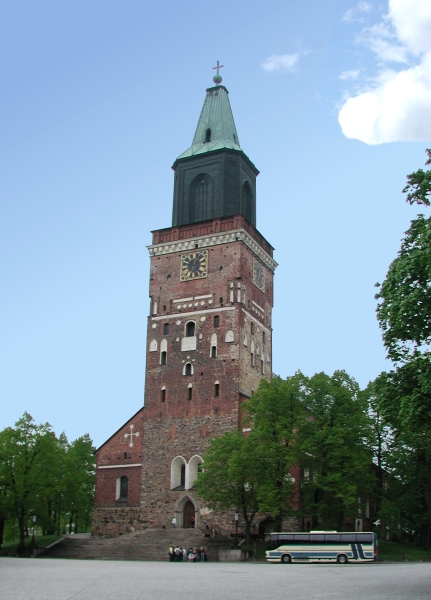
La Cathédrale de Turku était le centre du culte d'Henri.

La première mention de l'évêque Henri dans des sources historiques est en 1298, quand il a été mentionné en même temps que le roi Éric dans un document à partir d'un synode provincial d'Uppsala en Telge. La première mention d'Henri comme le saint-patron de la cathédrale de Turku date du 14 août 1320, quand il est mentionné comme le second patron de la cathédrale après la Vierge Marie. Également quand il est plus tard désigné par le pape Boniface IX comme le patronus de la cathédrale de Turku avec la Vierge Marie, en 1391. Boniface l'appela également un «saint»,. En 1291, un document assez long par le chapitre de la cathédrale ne fait aucune référence à Henri même s'il mentionne la cathédrale et l'élection du nouvel évêque plusieurs fois. Une lettre papale par Nicolas IV de 1292 cite la Vierge Marie comme la seule patronus à Turku. La légende elle-même est premièrement référée dans une lettre de l'archevêque d'Uppsala en 1298. Éric et Henri sont mentionnés ensemble comme martyrs que l'on doit prier pour le bénéfice de la situation en Carélie, ainsi associé à leur présumée croisade en Finlande avec les nouvelles expéditions contre Novgorod. La guerre novgorodo-suédoise pour le contrôle de la Carélie a commencé en 1293. La première apparition certaine de l'image d'Henri sur le sceau de l'évêque de Turku est de 1299.
Ainsi, la vénération d'Henri comme saint et sa relation avec le roi Éric semble avoir émergé des dossiers historiques au même moment, au milieu des années 1290 avec un grand support de l'Église. Ceci correspond au début de la guerre avec le Novgorod. Les sources ne soutiennent pas l'hypothèse populaire, celle que le culte d'Henri s'est développé à Nousiainen et s'est graduellement diffusé chez les gens du peuples avant l'adoption officielle. Même si Nousiainen a Henri comme son patronus, a été premièrement mentionné seulement en 1452. Encore en 1232, l'église de Nousiainen n'était consacrée qu'à la Vierge Marie.
Des sources déclarent qu'Henri a été canonisé en 1158, mais cette information a été retracée jusqu'à une publication tardive de Johannes Vastovius en 1623 et est généralement vue comme une fabrication.

### Vénération

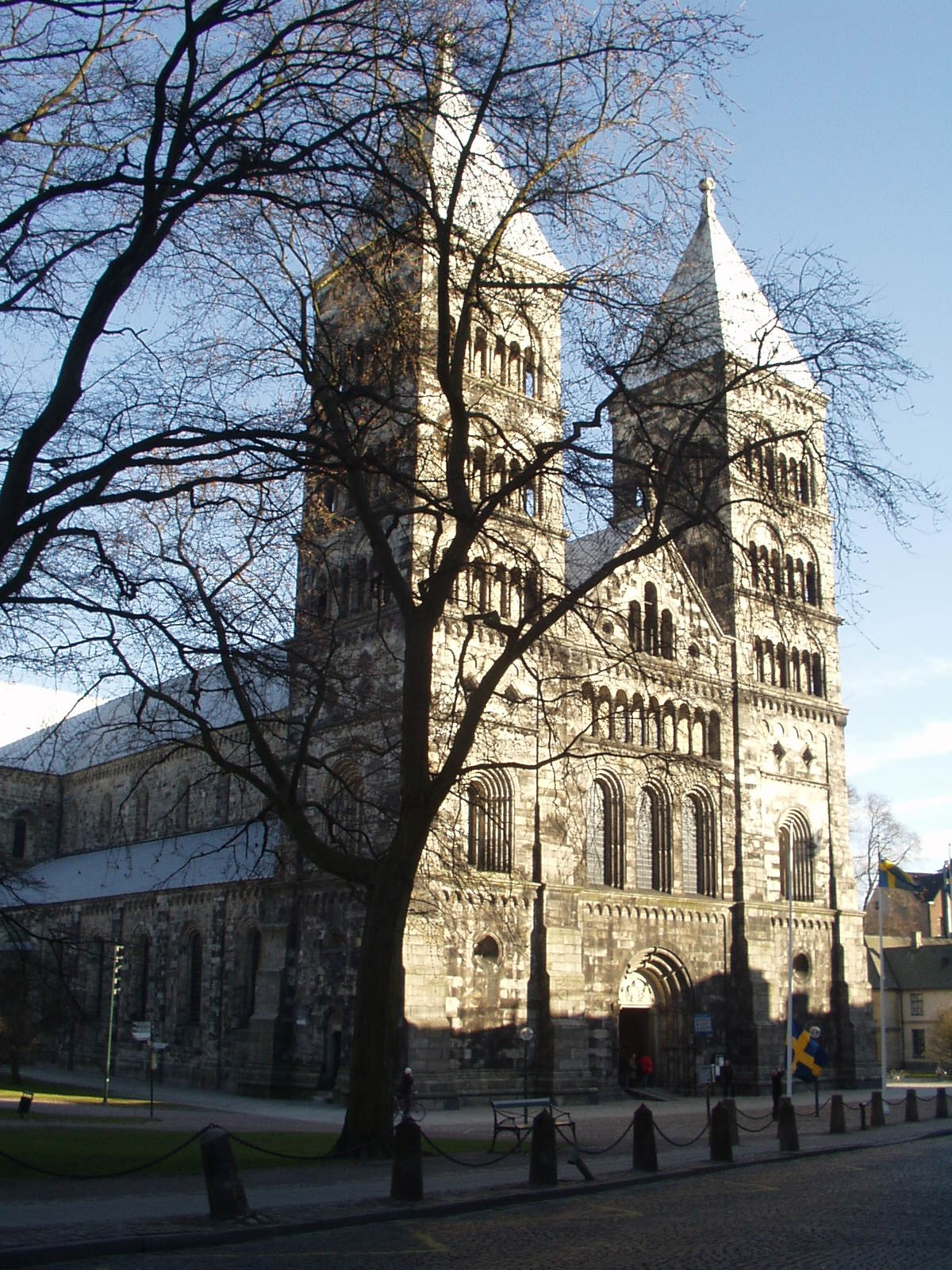
Henri a été aussi vénéré dans la Cathédrale de Lund.

Bien que le haut profil d'Henri commença avec son cultus, cela prit plus de cent ans avant que la vénération de saint Henri se répande en Suède. En 1344, il n'y avait aucune relique de l'évêque dans la cathédrale d'Uppsala. Selon un biographe, la vénération d'Henri était rare à l'extérieur du diocèse de Turku au XIVe siècle. L'abbaye de Vadstena près de Linköping semble avoir joué un rôle clé dans l'établissement de la légende d'Henri en Suède au début du XVe siècle. Henri n'a jamais reçu le plus grand totum duplex à Uppsala et n'a pas non plus fait un patronus là-bas, statut qu'il possédait à Turku et Nousiainen.
À la fin de l'ère catholique romaine en Suède, Henri est bien établi comme un saint local. Les diocèses de Suède et d'ailleurs vénérant Henri étaient catégorisés par classement local:
- Totum duplex: Turku, Linköping, Strängnäs.
- Duplex: Uppsala, Lund, Västerås, Växjö.
- Semiduplex: Nidaros.
- Simplex: Skara[Note 6].

Henri semble avoir été connu au nord de l'Allemagne, mais largement ignoré dans le reste du monde catholique.

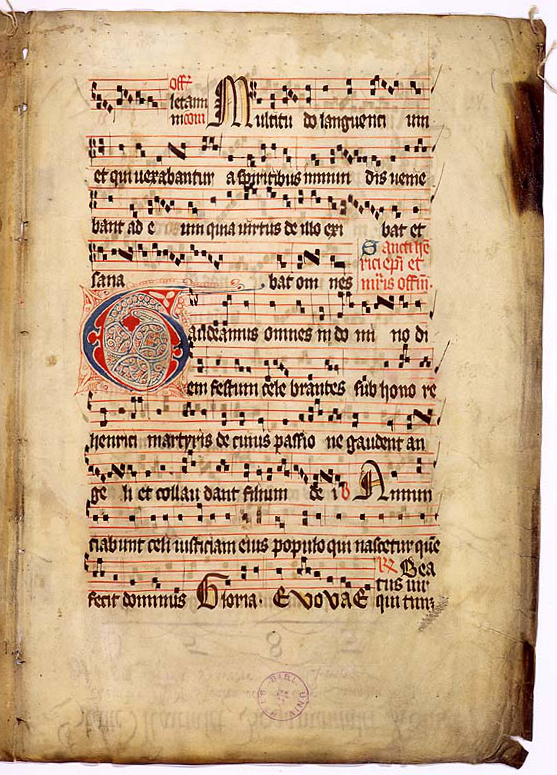
L'original Gaudeamus omnes.

Dans l’épiscopat de Turku, le jour de la fête annuelle de Henry est le vingt janvier (finnois : talviheikki, littéralement Hiver d'Henri), ainsi selon la date légendaire de sa mort. Cependant, son mémorial était déjà célébré le dix-neuf janvier depuis que plusieurs saints importants étaient déjà célébrés le vingt. Après la réforme, le jour d'Henri a été transféré le dix-neuf en Finlande également. L'existence d'un jour d'Henri est pour la première fois mentionnée en 1335 et est connue pour être inscrite sur le calendrier liturgique dès le XVe siècle. Un autre mémorial est tenu le 18 juin (finnois : kesäheikki, littéralement Été d'Henri), jour où ses reliques furent transportées à la Cathédrale de Turku.
Gaudeamus omnes (Que tous se réjouissent), un introït grégorien pour la messe en honneur de Henri a survécu au Graduale Aboense de la fin du XIVe ou du début du XVe siècle.

### Dimension politique

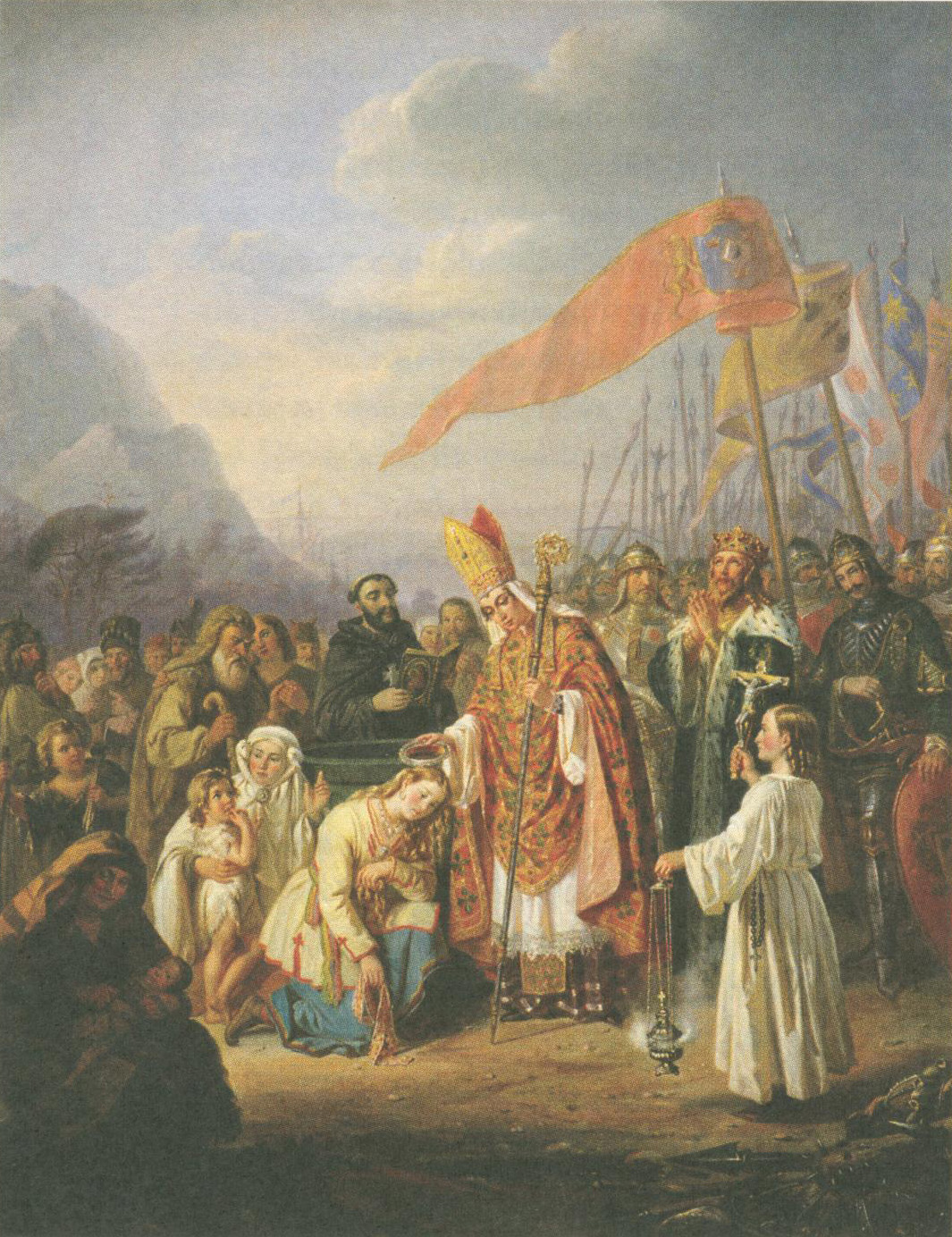
Saint Henri baptisant les Finnois durant le printemps de Kuppis, une peinture pseudo-historique de R. W. Ekman de 1850 dans la Cathédrale de Turku.

Selon la légende, l'établissement de l'Église de Finlande a été entièrement le travail d'Éric IX, assisté par l’évêque du plus grand diocèse du pays. La première moitié de la légende décrit comment le roi et l'évêque ont régné sur la Suède comme deux grands hommes avec des sentiments d'amour interne entre eux, insistant sur la coexistence paisible du pouvoir séculier et du pouvoir ecclésiastique durant une période joyeuse où les "loups prédateurs" ne pouvaient pas "mordre les innocents de leurs dents empoisonnées". La réalité a été très différente, les prédécesseurs d'Éric, Éric lui-même et ses deux successeurs ont tous été assassinés en moins d'une décennie, l'un des temps les plus sanglants de la royauté suédoise. Dans les années 1150, l'évêque d'Uppsala fut impliqué dans un combat avec l'évêque de Linköping, qui allait devenir archiépiscopal. Les croisades elles-mêmes ont été décrites comme brèves et sans sang, et ont eu comme but de mettre les païens et aveugles de Finlande sous les ordres chrétiens.
L'écrivain de légende semble être spécialement intéressé à présenter l'évêque comme un humble martyr. Il a complètement ignoré le lieu de sa mort et son enterrement ainsi que tous les intérêts domestiques finnois, qui sont beaucoup plus apparents dans la tradition folklorique. La légende officielle et la tradition folklorique se sont par la suite influencées et l'Église a adopté graduellement plusieurs nouveaux détails sur son saint évêque.

## Les traditions folkloriques
Parmi les nombreuses traditions folkloriques sur Henri, la plus connue est le poème «La mort de l'évêque Henri» (finnois : Piispa Henrikin surmavirsi). Le poème ignore presque complètement la vie et son ministère et se concentre sur sa mort.

### Origines d'Henri
Selon le poème, Henri a grandi à «Cabbage Land» (finnois : Kaalimaa) ce qui a intrigué les historiens finlandais pendant des siècles. Le nom peut être relié à une zone côtière dans le nord de la Finlande propre appelé Kaland qui est également mentionné en connexion avec un ancien prêtre à Vesilahti, au centre du Tavastia, dont le nom local est «Poisson de Kalant» (finnois : Kalannin kala aussi connu comme finnois : Hunnun herra),. L'évêque Mikael Agricola écrit dans son Se Wsi Testamenti en 1548 que les premiers colons suédois en Finlande sont venus de Gotland jusqu'aux îlots de la côte de Kaland, harcelés par les Finlandais et cherchant de l'aide pour leurs proches en Suède.
Il est aussi suggéré que le nom serait relié au gaélique écossais, ce qui aurait référé aux origines écossaises de l'évêque, même si la légende le décrit comme natif d'Angleterre.
Les traditions folkloriques n'ont pas d'informations sur quoi que ce soit à propos des croisades. Le roi Éric IX de Suède n'est mentionné que brièvement comme «frère» concerné d'Henri dans la préface précédant sa mort. Henri apparait comme un prêtre solitaire qui se déplace dans le sud-ouest de la Finlande plus ou moins par lui-même. À l'exception du nom, il n'y a que très peu en commun avec le Henri officiel du vita de l'Église.
Kokemäki est souvent mentionné dans les traditions comme l'endroit où Henri prêchait. Kokemäki sera ensuite l'une des paroisses centrales de Satakunta. La province est pour une première fois mentionnée dans des documents historiques en 1331,.

### Mort et enterrement

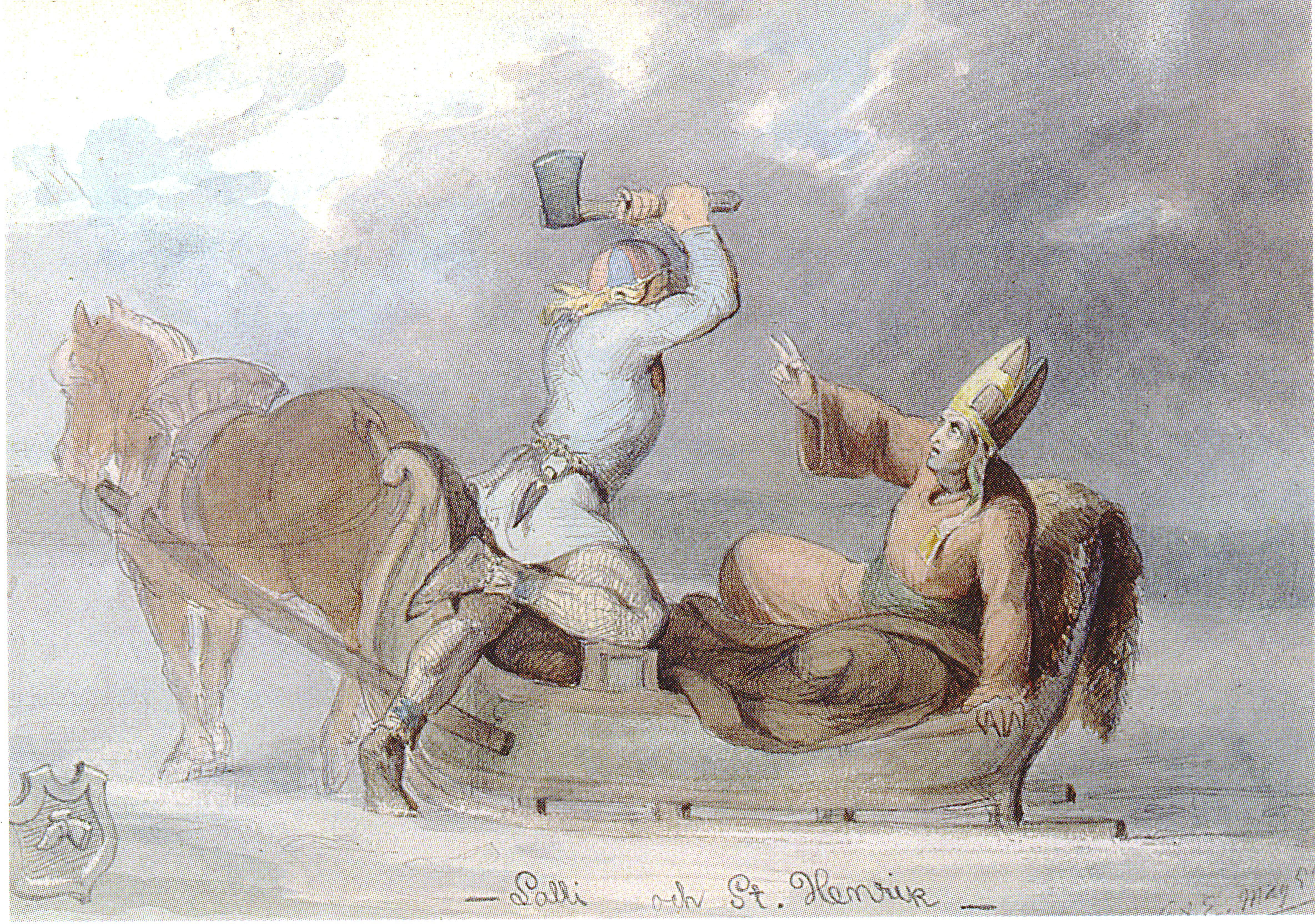
Lalli tuant Henri d'Uppsala.

La version profane de la mort d'Henri est différente de l'officielle qui provient de la vita. L'assassin de l'évêque se nomme Lalli. La femme de Lalli, Kerttu, dit à Lalli qu'avant de quitter le manoir, leur invité ingrat Henri, voyageant dans les environs au milieu de l'hiver, avait, sans permission ni dédommagement, volé de la nourriture pour lui-même et du foin pour son cheval. Cette affirmation met Lalli en rage. Il chausse ses skis et poursuit le voleur jusque sur le lac Köyliönjärvi gelé. Là, il le tue d'un coup de hache. Dans certaines versions du poème, considérées plus anciennes, l'arme de Lalli est une épée. La hache est l'arme qui a tué saint Olaf, saint très populaire en Finlande, ce qui a probablement influencé la légende d'Henri.
Le corps d'Henri est, selon le poème, mis en terre à Nousiainen, l'endroit où les bœufs tirant son corbillard se sont arrêtés.
Les traditions folkloriques médiévales énumèrent plaies et malheurs qui frappent Lalli après qu'il a abattu l'évêque. Il est dit que ses cheveux et son cuir chevelu tombent lorsqu'il enlève le chapeau de l'évêque, pris comme trophée. Lorsqu'il ôte de son doigt l'anneau de l'évêque, il n'en reste que les os. Il finit par sauter dans le lac et s'y noyer,.

### Développement de la tradition folklorique
Fondamentalement, l'histoire profane de la mort d'Henri est celle d'un homme colérique, Lalli, qui est victime d'une mauvaise langue, Kerttu. Le poème n'a pas de compassion pour Lalli et il n'est pas dépeint comme un héros dans cette histoire dont la véritable antagoniste est Kerttu. La représentation de la mort d'Henri est construite sur une tradition indépendante qui était autrefois en concurrence directe avec la version "officielle", qui est en grande partie oubliée aujourd'hui. On ne sait pas si les deux traditions ont été construites autour de la même personne.
Le poème, versifié suivant les mètres traditionnels du Kalevala, a survécu dans la littérature des XVIIe et XVIIIe siècles dans plusieurs régions de Finlande. Quelques-uns de ses éléments apparaissent dans des ouvrages plus anciens, mais ils sont à peine plus anciens que la vita officielle de l'Église catholique. Il y a débat sur le fait de savoir si le poème a été écrit par un ou plusieurs auteurs. L'auteur avait cependant des connaissances superficielles des légendes religieuses.

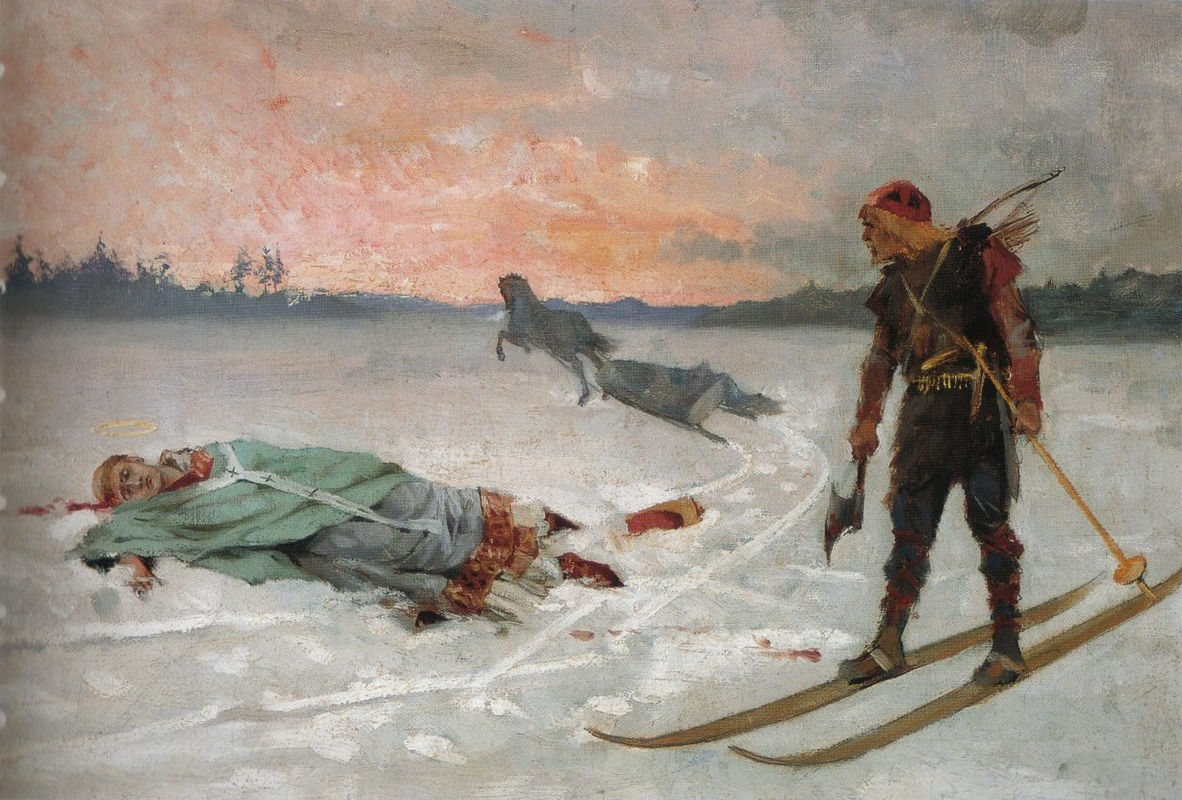
Lalli après avoir tué Henri.

Tant Lalli (Laurentius) que Kerttu (Gertrud) sont originellement des noms germaniques, ce qui pourrait indiquer que le poème a été en partie construit sur des modèles différents, dont les influences sont perceptibles par d'autres aspects. La façon dont Lalli est manipulé pour commettre le crime et ce qui lui arrive ensuite semble être repris directement de la légende médiévale de Judas. Des emprunts à des légendes indépendantes finlandaises de l'ère pré-chrétienne ont aussi eu lieu, ce qui laisse assez peu de matériel original.
La découverte des ruines d'une église médiévale sur la petite île de Kirkkokari (roche de l'Église, précédemment connue comme Île de Saint-Henri) sur le lac Köyliönjärvi indique que la vénération de l'évêque a commencé durant la deuxième moitié du XIVe siècle, bien après qu'Henri ait reçu le statut officiel de saint local et deux cents ans après la date présumée de sa mort,. Un petit grenier près de Kokemäki, désigné comme étant l'endroit où l'évêque a logé pour dormir la nuit avant sa mort, n'a pu être daté qu'au plus tôt de la fin du XVe siècle selon les examens dendrologiques.
Cependant, l'affirmation, contenue dans le poème, selon laquelle le lieu d'inhumation de l'évêque est Nousiainen sont déjà une vérité officielle en 1300, lorsque ses reliques sont transférés de Nousiainen à la Cathédrale de Turku. Au milieu du XVe siècle, le Chronicon episcoporum Finlandensium confirme également Köyliö comme l'endroit de sa mort. Aucun de ces endroits n'est mentionné dans la vita officielle. L'église semble avoir graduellement enrichi sa propre légende d'éléments du folklore, spécialement durant le XVe siècle.

## Sources historiques
Aujourd'hui, la légende catholique officielle d'Henri est contestée par les historiens au point d'être considérée comme le simple fruit de l'imagination. Les saints bâtis de toutes pièces ne sont pas exceptionnels en Europe et, compte tenu du manque de preuves de l’existence de ces croisades où d'Henri lui-même, cette possibilité ne peut pas être exclue.
La mort violente de l'évêque n'a rien d'exceptionnel et aurait très bien pu se produire. Plusieurs évêques sont morts durant les troubles des XIIe et XIIIe siècles; cependant, la plupart n'ont pas été élevés au rang de saint. Saxo Grammaticus dit de la bataille de Fotevik en 1134 que jamais autant d'évêques ne sont morts au même moment. La liste des évêques notables qui sont morts violemment inclut l’archevêque d'Uppsala, Johannes, en 1187, l'évêque d'Estonie, Theoderich en 1219 et l'évêque Karl Magnusson de Linköping en 1220.

### Évêque d'Uppsala
Il n'y a aucun document historique citant un évêque d'Uppsala nommé Henri durant le règne du roi Éric (aux alentours de 1156-1160). Les premières phases du diocèse restent obscures jusqu'à Stefan, nommé archevêque en 1164. Un certain Henri est mentionné dans Incerti scriptoris Sueci chronicon primorum in ecclesia Upsalensi archiepiscoporum, une chronique sur les archevêques d'Uppsala, avant Coppmannus et Stefan, mais après Sverinius (probablement mentionné dans des sources allemandes en 1141-42 comme Siwardus), Nicolaus et Sweno. À part le nom, la chronique dit qu'il a été martyrisé et enterré en Finlande dans la cathédrale de Turku. Les dernières recherches datent la chronique du début du XVe siècle, lorsque la légende d'Henri était déjà établie dans le royaume, ne laissant que peu d'importance à son témoignage.

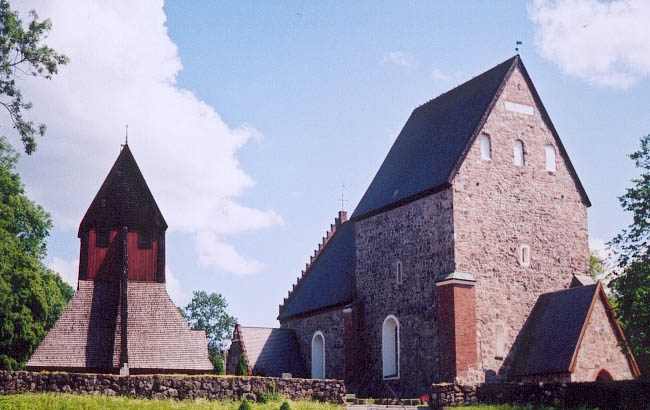
L'église de Gamla Uppsala, site des évêques et archevêques d'Uppsala jusqu'en 1273.

La legenda nova, qui date de la fin du XVe siècle, affirme qu'Henri vient en Suède à la suite d'un légat apostolique de Nicholas Breakspear, le futur pape Adrien IV, qui le nomme évêque d'Uppsala. Même si la legenda nova cite 1150 comme l'année de sa croisade, il est certain selon d'autres sources que Nicholas était réellement en Suède en 1153. On ne sait pas avec certitude s'il s'agit seulement d'une déduction de l'écrivain, fondée sur le fait que Nicholas était aussi anglais,. Cependant, il n'y a aucune information à propos de quiconque nommé Henri accompagnant le légat dans aucune source décrivant la visite, ni de sa nomination par ce dernier comme évêque d'Uppsala. Une autre affirmation de la legenda nova est qu'Henri aurait été transféré à Turku dès 1154, ce qui est certainement faux puisque la cathédrale n'a été construite que dans les années 1290. À la fin du XVIe siècle, l'évêque Paulus Juusten affirme qu'Henri aurait été évêque d'Uppsala pendant deux ans avant la croisade. Se fondant sur ces postulats, des historiens du début du XXe siècle ont déterminé 1155 comme l'année de la croisade et 1156 comme l'année de la mort d'Henri. Des historiens de différents siècles ont également suggéré de nombreuses autres années entre 1150 et 1158.
Contredisant ces informations, les Annales Suecici Medii Aevi, datant du Moyen-Âge, et la légende de saint Botvid, datant du XIIIe siècle, mentionnent un certain Henri comme évêque d'Uppsala (Henricus scilicet Upsalensis) en 1129, participant à la consécration de la nouvelle église du saint. C'est apparemment ce même évêque Henri qui meurt à la bataille de Fotevik en 1134 en combattant les Danois après avoir été banni de Suède. D'après le Chronicon Roskildense, écrit peu après sa mort, et la Gesta Danorum de Saxo Grammaticus au début du XIIIe siècle, il s'enfuit au Danemark en partant de Sigtuna, le siège des premiers évêques d'Uppland avant d'être déplacé de quelques kilomètres pour sa localisation suivante à Uppsala peu avant 1164,,. Il est absent de toutes les chroniques sur les évêques de Suède, à moins qu'il ne soit le même Henri relaté dans les années 1150. Ceci confirmerait que son voyage en Finlande avec le roi Éric est une invention tardive, où les mémoires citant un évêque assassiné à Uppsala quelque part au XIIe siècle ont été réutilisés dans un nouveau contexte.
À noter également, une histoire écrite par Adam de Brême dans sa Gesta Hammaburgensis ecclesiae pontificum de 1075-76 à propos d'un certain étranger nommé Henricus, qui aurait été tué et martyrisé pendant qu'il prêchait chez les Suiones. Adam avait entendu cette histoire du roi Sven II de Danemark. Selon certains historiens, les ressemblances avec la légende d'un Anglais nommé Henricus, tué et martyrisé en Finlande, sont trop frappantes pour être une coïncidence.

### Évêque de Finlande
Aucune source historique ne confirme l'existence d'un évêque nommé Henri en Finlande. Cependant, des lettres papales nommant des évêques non identifiés en 1209, 1221, 1229,,,,,, et 1232 nous sont parvenues. D'autres copies d'une autre lettre papale de 1932 appellent l'évêque «N», mais la lettre «N» pourrait en avoir remplacé au fil des copies une autre qui lui ressemblait. Le premier évêque de Finlande connu de manière certaine est Thomas, mentionné pour la première fois en 1234. Il est cependant possible que Fulco, évêque d'Estonie, mentionné dans des sources de 1165 et 1171,, soit la même personne que Folquinus, un évêque légendaire de Finlande de la fin du XIIe siècle, mais ceci ne reste qu'une théorie.

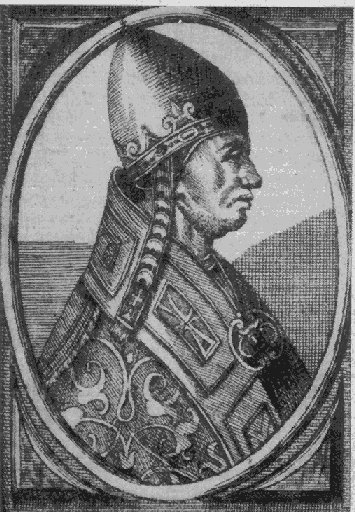
Le pape Alexandre III a été le premier pape à évoquer la situation des missions catholiques en Estonie et en Finlande.

Aucun évêque ou diocèse de Finlande n'est mentionné dans des lettres papales de 1171 (ou 1172) du pape Alexandre III, apparemment bien informé, qui évoque la situation de l'église en Finlande. Le pape mentionne l'existence de prêcheurs, probablement de Suède, travaillant en Finlande et inquiets des mauvais traitements que leur faisaient subir les Finnois. La pape avait, plus tôt dans l'année, autorisé la première mission catholique en Estonie par Fulco, et était un ami proche à la fois d'Eskil de Lund, archevêque de Lund, et de Stefan, archevêque d'Uppsala, qui avaient passé du temps avec lui en exil en France dans les années 1160. Suivant la situation en Estonie, il intervient personnellement dans la mission en 1171, ordonnant de porter assistance à l'évêque local, Fulco, depuis la Norvège,.
Il ne nous est parvenu aucune liste d'évêques ou de diocèse sous les archevêques d'Uppsala de 1164, 1189, 1192, 1233, 1241 ou 1248 qui contienne de références à la Finlande, réelle ou propagandiste. Aucune affirmation sur un évêque suédois en Finlande n'est trouvée dans d'autres sources pendant la période qui précède la dite Deuxième croisade suédoise en 1249.

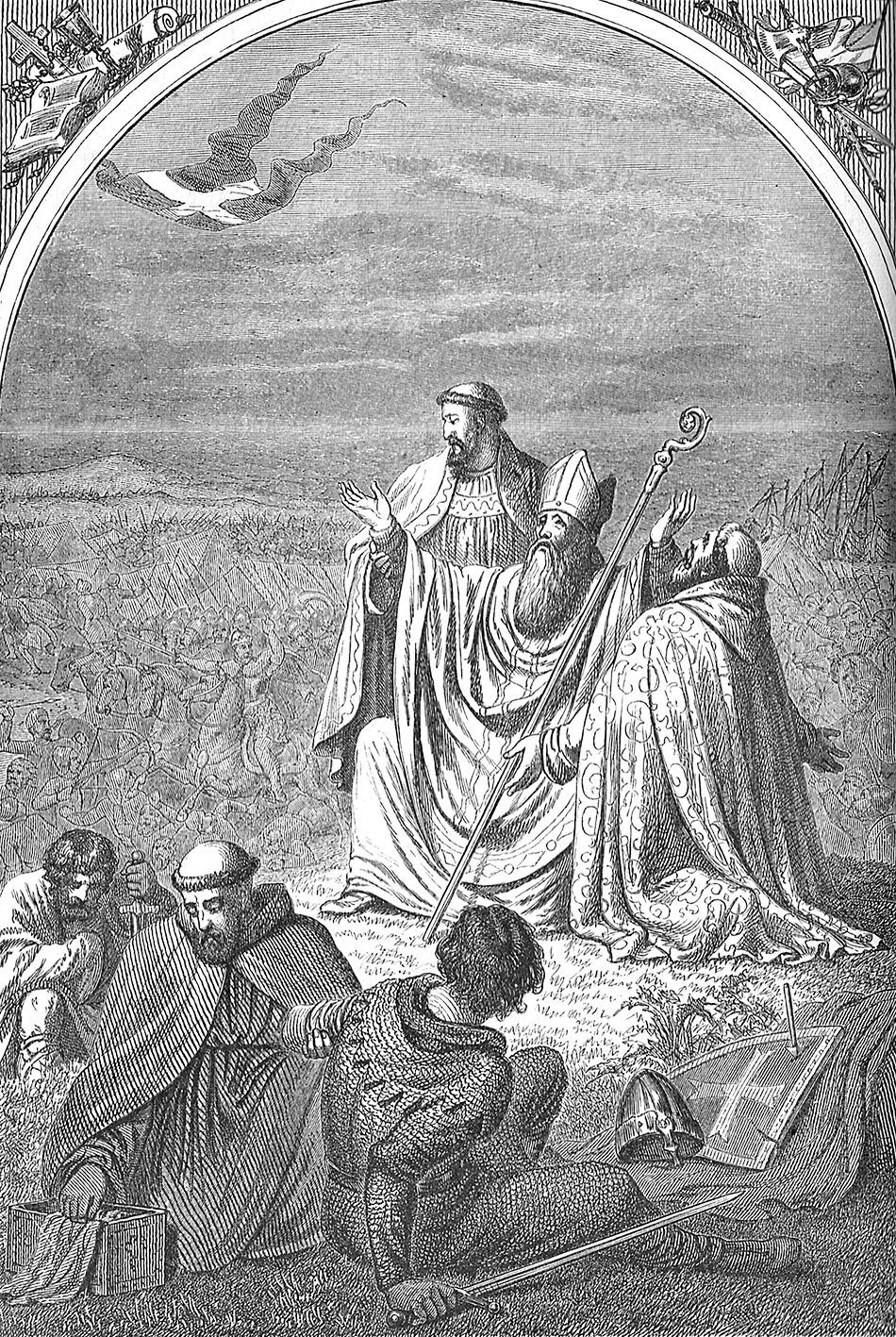
L'archevêque Anders Sunesen (assis) a été le premier à informer le pape à propos d'un évêque en Finlande.

La première mention d'un évêque de Finlande vient d'une lettre papale en 1209. Elle est envoyée à l'archevêque Anders Sunesen de Lund par le pape Innocent III en réponse à une lettre qui ne nous est pas parvenue. Selon l'archevêque, l'évêque de l'Église de Finlande nouvellement fondée était mort, apparemment de cause naturelle puisque sa mort est mentionnée comme licite, et le siège épiscopal était vacant depuis un certain temps. L'archevêque se plaint de la difficulté à trouver quelqu'un pour l'évêché de Finlande et envisage de nommer quelqu'un en dehors de la procédure formelle, qui était déjà utilisée en Finlande. Le pape approuve la suggestion de l'archevêque sans remettre cette intention en question. Il est notable que l'archevêque d'Uppsala, Valerius (1207–1219/1224), était également au Danemark dans le même temps, après avoir été exilé temporairement de Suède pour s'être auparavant allié au roi déchu Sverker II de Suède, lui aussi exilé au Danemark.
Le fait que la nomination du dit prêcheur ait eu lieu ou non reste inconnu. À noter que le roi de Suède en ce temps est Éric X de Suède, le petit-fils du plus connu Éric IX de Suède. Éric avait conquis la Suède en 1208 et sera couronné deux ans plus tard. Le pape, qui avait largement pris le parti de Sverker, l'ignore au début, mais le reconnaît finalement en 1216, commentant de nombreuses demandes qu'il avait apparemment faites après avoir pris le poste. Selon des lettres papales de l'année, Éric semble concevoir des plans pour envahir certains pays  prétendument «sauvés des païens par ses guerriers» et est autorisé à y installer des évêques. Des lettres similaires sont envoyées au Roi du Danemark en 1208 et 1218, où il est fait mention de l'Estonie, la Suède ayant également attaqué l'Estonie en 1220. Éric meurt de maladie en 1216, presque rien n'est connu de son règne.
Néanmoins, quelqu'un est par la suite nommé et installé comme nouvel évêque, puisque le pape Honorius III envoie une lettre directement à un évêque de Finlande non nommé en 1221. Selon cette lettre, l'archevêque Valerius a suivi la situation en Finlande et a envoyé un rapport au pape, préoccupé du traitement de barbares non identifiés. Il faut mentionner que lorsque le pape cite Valerius dans sa lettre, il affirme que l'église de Finlande a été implantée récemment, la même affirmation qu'Anders Sunesen avait faite 12 ans plus tôt. La liste des évêques suédois qui nous est parvenue commence au couronnement du roi Johan Sverkersson en 1219, les évêques présents au couronnement y sont mentionnés. Celui de Finlande, tout comme Wäxjö, n'était pas parmi ces cinq, qui semblaient être tous les évêques du royaume à cette époque. Donc la position de l’évêché de Finlande sous la primatie d'Uppsala est hautement improbable.
Bien que plusieurs représentants de haut rang de l'Église soient impliqués dans les arrangements de 1209-1221, les chroniques qui suivent ignorent complètement la situation en Finlande, ou même s'il y avait un évêque. Le premier évêque du XIIIe siècle serait Thomas et ses prédécesseurs nous sont inconnus. Selon des chroniques des XVe et XVIe siècles, Henri aurait été suivi par l'évêque Rodulff et Folquinus, après quoi il y eut une vacance de vingt-cinq à trente ans avant Thomas,. Cependant, selon la lettre papale Ex tuarum, cette vacance n'aurait jamais existé puisque l'archevêque de Lund reçut le droit d'instaurer un nouvel évêque en 1209 après la mort du précédent. Le datage des chercheurs du XVIe siècle doit donc être considéré comme faux. La date de 1209 est bien trop précoce pour qu'un dominicain comme Thomas assume cet office et donc Rodolphus, le premier vrai évêque de Finlande et son successeur Folquinus doivent être des évêques du XIIIe siècle nommés par les Danois et non par les Suédois. Une autre preuve est que l'ancien système de taxation de l'Église en Finlande vient du Danemark, non pas de la Suède. J. W. Ruuth, il y a déjà près d'une centaine d'années, fait remarquer que la Finlande était à cette époque un territoire de mission danoise et non suédoise, où les Danois, selon les annales danoises, ont fait des expéditions en 1191, 1202 et peut-être 1210,,,.

## Patrimoine

### Reliques

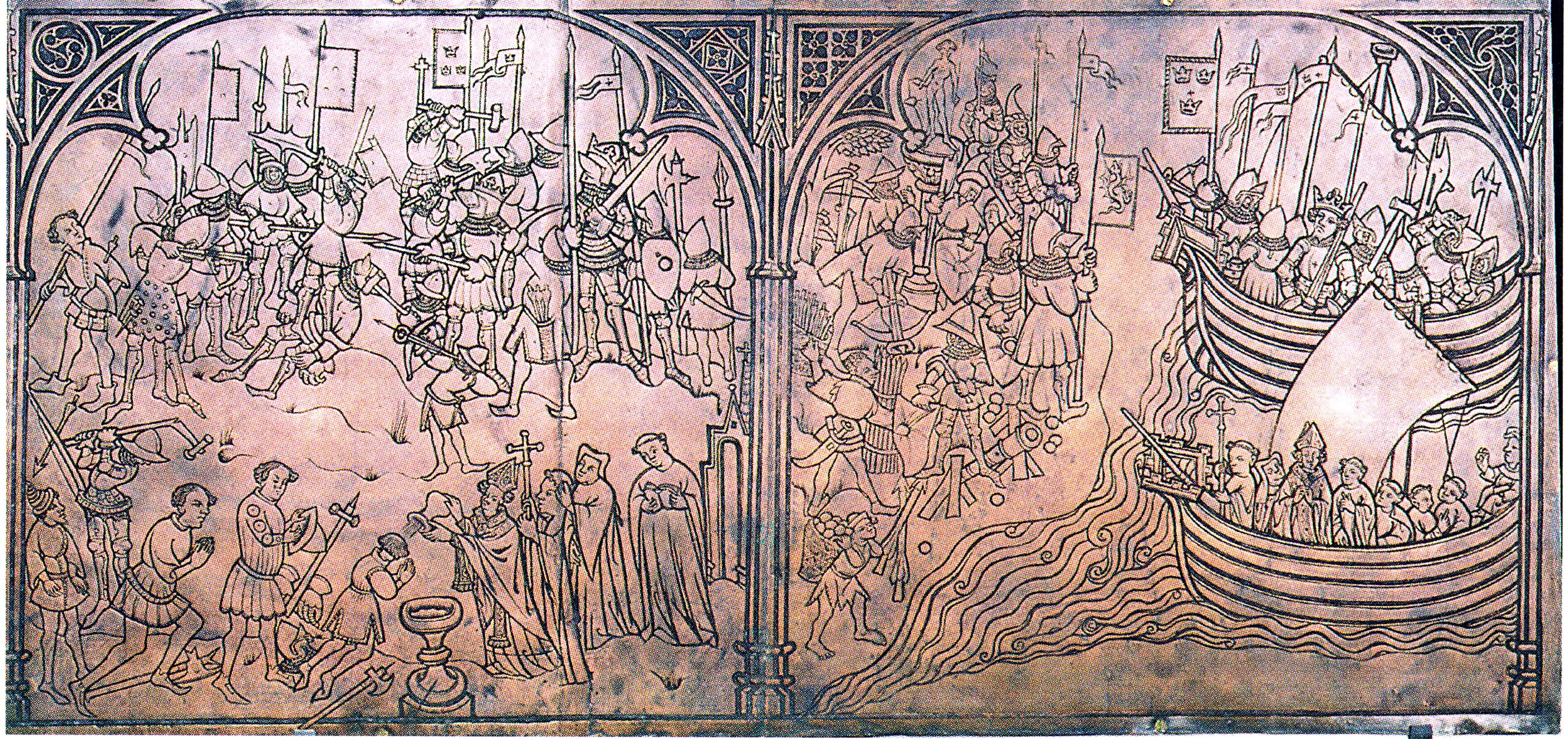
Sarcophage (vide) d'Henri dans l'église de Nousiainen avec des représentations de la croisade.

Henri est, à ce que l'on prétend, enterré à Nousiainen, d'où ses os, ou du moins quelque chose considéré comme étant ses os, ont été transférés à Turku vers 1300. En plus de la tradition, la seule source qui relie Nousiainen à l'évêque est une lettre signé par l'évêque Thomas à Nousiainen en 1234. Les recherches archéologiques des cimetières pré-chrétiens à Nousiainen et dans les paroisses avoisinantes montrent une dichotomie claire des traditions au début du XIIIe siècle, mais aucun changement apparent dans les pratiques religieuses n'a été trouvé dans les découvertes datant du XIIe siècle.
Quel que soit le cas, la tombe de l'évêque semble avoir été tracée à Nousiainen après son élévation au titre de Saint. De nombreuses sources médiévales désignent toujours l'église locale comme l'endroit de sa tombe, signifiant probablement qu'une partie seulement des os ont été transférés à Turku. L'église a été plus tard ornée avec un cénotaphe du XVe siècle, dont une réplique peut être trouvée au Musée national de Finlande à Helsinki.

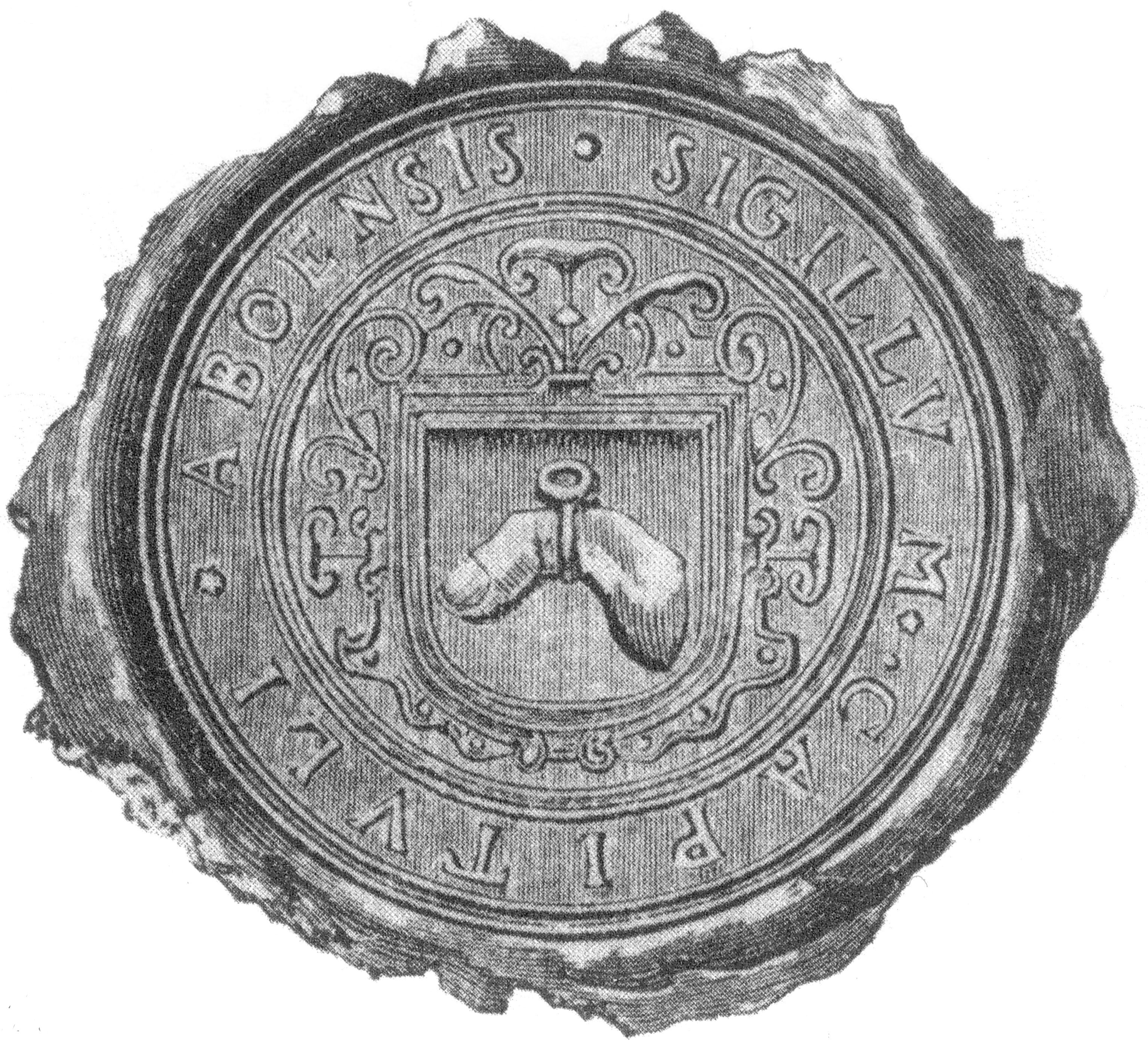
Le doigt décapité d'Henri sur le seau de l'épiscopat de Turku de 1618.

La plupart des os à Turku étaient encore en place en 1720 quand ils ont été catalogués pour être transférés à Saint-Pétersbourg durant l'occupation russe de la Finlande dans la Grande guerre du Nord. L'homme derrière cette idée est le comte suédois Gustav Otto von Douglas qui avait fait défection vers la Russie durant la guerre, chargé de l'occupation de la Finlande. Ce qui est arrivé à ces os après cet évènement reste inconnu. Selon des sources, le vaisseau russe qui transportait la relique a coulé en chemin. Cependant, il est connu qu'une pièce de l'ulna d'Henri a été placée dans le relicarium de l'évêque Hemming qui a été bâti en 1514 et mis dans la cathédrale. Y a aussi été mis un parchemin évoquant qu'il s'agissait d'un os d'Henri. Durant les travaux de restaurations de la cathédrale, la relique est relocalisée à l'Office National des Antiquités,.
Dans les années 1990, l'Office National des Antiquités l'a revendiqué sien, sur les bases de la loi finnoise sur les objets anciens, mais a été contredit par la Cathédrale et la paroisse de Turku. Cependant, l'Office a laissé la relique être relocalisé à la Cathédrale Saint-Henri d'Helsinki, la plus vieille église du diocèse catholique moderne de Finlande. Depuis, il a été localisé dans l'autel de la cathédrale. Après une controverse publique, il est maintenant planifié de retourner la relique à Turku en 2007. De plus, son authenticité va être examinée.
En 1924, plusieurs autres os, incluant un crâne sans mâchoire, ont été trouvés dans un placard scellé dans la Cathédrale de Turku. Ils sont aussi référés comme des reliques d'Henri par les médias et même par l'Église, même si la désignation reste spéculative et que les os ont pu appartenir à un autre saint. Les os sont, en ce moment, entretenus dans la Cathédrale de Turku,.

### Statut d'Henri aujourd'hui

Blason de Nousiainen, représentant Henri.

Même s'il n'a jamais été officiellement canonisé, Henri est référé comme Saint depuis 1296 dans les documents papaux, et continue d'être appelé comme tel aujourd'hui,. Sur la base des contes traditionnels de la mort d'Henri, sa reconnaissance comme saint prend place à la fondation de la Congrégation pour les causes des saints et le processus officiel de canonisation de l'Église catholique romaine. Henri est présentement commémoré le 19 janvier sur le Calendrier des saints de l'Église évangélique luthérienne en Amérique et l'Église évangélique luthérienne au Canada. Le 19 janvier est également la fête du prénom Henri en Finlande et Suède. Il continue à être commémoré localement en l'honneur d'Henri dans l'Église catholique romaine de Finlande. La cathédrale est consacrée en 1860 et est dirigée par Monseigneur Marino Trevisini.
L'île Kirkkokari sur le lac Köyliönjärvi reste le seul site de pèlerinage de Finlande, avec un service mémorial tenu chaque année le second dimanche de juin avant le festival de la mi-été. Il y a aussi cent quarante kilomètres de route de Köyliö à Nousiainen qui ont été marqués tout au long pour permettre aux personnes le désirant de traverser. L'association du Pèlerinage Œcuménique de Saint-Henri a été organisée autour de cet évènement. Basé sur les traditions folkloriques des activités de l'évêque, les municipalités de Nousiainen, Köyliö et Kokemäki utilisent des images de la légende d'Henri pour leur blason,. Aujourd'hui, avec son meurtrier Lalli, Henri demeure deux des personnages les plus connus de l'histoire médiévale de la Finlande.